# Велести (Долж)
Велести (рум. Velesti) насеље је у Румунији у округу Долж у општини Мургаши. Oпштина се налази на надморској висини од 277 m.

## Становништво
Према подацима из 2002. године у насељу је живело 534 становника, од којих су сви румунске националности.